# جون كيلوغ
جون كيلوغ (بالإنجليزية: John Kellogg)‏ هو ممثل أمريكي، ولد في 3 يونيو 1916 في هوليوود في الولايات المتحدة، وتوفي في 22 فبراير 2000 في لوس أنجلوس في الولايات المتحدة بسبب مرض آلزهايمر.

## أعمال

### أفلام
- (1950) بورت أوف نيويورك
- (1952) أعظم العروض على وجه الأرض

## وصلات خارجية
- جون كيلوغ على موقع IMDb (الإنجليزية)
- جون كيلوغ على موقع قاعدة بيانات الفيلم (الإنجليزية)